# Nama xylopoda
Nama xylopoda là loài thực vật có hoa trong họ Mồ hôi. Loài này được (Wooton & Standl.) C.L. Hitchc. mô tả khoa học đầu tiên năm 1933.